# كانج هاي-جونج
كانج هاي-جونج هي عارضة وممثلة كورية جنوبية، ولدت في 4 يناير 1982 في كوريا الجنوبية.

## أعمال

### أفلام
- (2003) الفتى العجوز[5]
- ثلاث... متطرفين (2004)
- (2005) سيدة الانتقام[6]

## وصلات خارجية
- كانغ هاي جونغ على موقع IMDb (الإنجليزية)
- كانغ هاي جونغ على موقع ألو سيني (الفرنسية)
- كانغ هاي جونغ على موقع أول موفي (الإنجليزية)
- كانغ هاي جونغ على موقع أول موفي (الإنجليزية)
- كانغ هاي جونغ على موقع قاعدة بيانات الأفلام السويدية (السويدية)
- كانغ هاي جونغ على موقع قاعدة بيانات الأفلام السويدية (السويدية)
- كانغ هاي جونغ على موقع قاعدة بيانات الفيلم (الإنجليزية)
- كانغ هاي جونغ على موقع كينوبويسك (الروسية)